# Pfastatt
Pfastatt település Franciaországban, Haut-Rhin megyében. Lakosainak száma 10 275 fő (2022. január 1.). Pfastatt Cernay, Mulhouse, Kingersheim, Richwiller, Lutterbach és Wittelsheim községekkel határos.

## Népesség
A település népességének változása:
| Lakosok száma | 9426 | 9423 | 9626 | 9579 | 9656 | 9723 | 10 054 | 10 237 | 10 275 |
|               | 2013 | 2015 | 2016 | 2017 | 2018 | 2019 | 2020   | 2021   | 2022   |